# Régiment d'artillerie de position

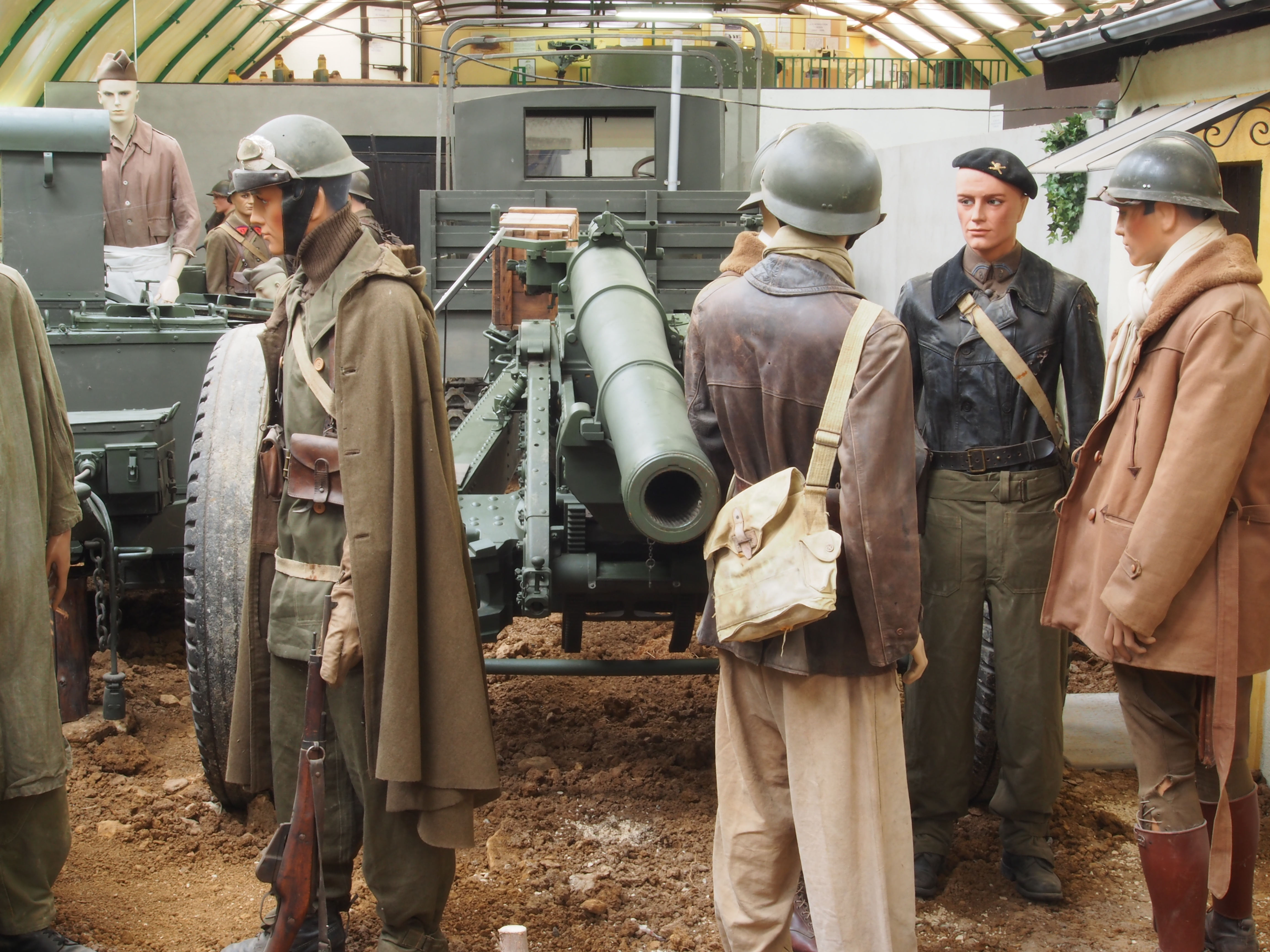
Mannequins portant des tenues des RAP autour d'un canon de 105 mm Schneider sur affût pneumatique modèle 1936 (musée de Fermont).

Un régiment d'artillerie de position (abrégé en RAP) est un régiment d'artillerie français spécialisée dans la défense des fortifications de la ligne Maginot et des autres places-fortes, des années 1930 à 1940.
Ce type de régiment fournit les hommes servant d'équipages aux gros ouvrages et de troupe d'intervalle entre ceux-ci. Les premiers sont créés en 1933, il y en avait 21 pendant la bataille de France de 1940.

## Rôle
La première mission de la ligne Maginot étant d'empêcher une attaque brusquée pendant la mobilisation générale de l'armée française (le rappel des réservistes dure quinze jours), elle doit donc être opérationnelle avec la totalité de ses effectifs avant la déclaration de guerre.
À cet effet sont créés des troupes spécialisées dans la défense des fortifications, par définition peu mobiles, principalement d'infanterie (bataillons alpins de forteresse et régiments d'infanterie de forteresse) et d'artillerie (régiments d'artillerie de position), ainsi que quelques unités plus mobiles, notamment de reconnaissance (groupes de reconnaissance de région fortifiée) et d'artillerie (régiments d'artillerie mobile de forteresse).
Ces troupes sont déployées le long des frontières du Nord-Est (Nord, Ardennes, Lorraine, Alsace et Jura) et du Sud-Est (Savoie, Dauphiné et Alpes-Maritimes) de la France dès le temps de paix. L'artillerie de forteresse est composée en temps de paix principalement de sept régiments d'artillerie de position (RAP), qui fournissent les équipages des ouvrages et les batteries de position, complétés par trois régiments d'artillerie de région fortifiée (RARF), qui fournissent soit un groupe d'appui dans chaque sous-secteur soit des batteries nomades pour appuyer les détachements avancés. Les batteries d'ouvrage sont au plus près de la « ligne principale de résistance » (composée des réseaux de barbelés, des ouvrages et des casemates d'intervalle) dans les « casernements de sûreté » dans chaque sous-secteur et dans les « casernements légers de proximité » à côté de l'entrée de chaque ouvrage (les casernes souterraines n'étant pas utilisée en temps de paix, hormis pour les alertes et les exercices), tandis que les batteries d'intervalle sont casernées dans les arsenaux des régions militaires (qui servent aussi de centre de mobilisation pour l'artillerie : Douai, Sedan, Verdun, Metz, Sarrebourg, Haguenau, Mutzig, Strasbourg, Belfort, Grenoble et Draguignan).
Juste avant la mobilisation, les troupes de forteresse quittent leur casernements pour d'une part que les équipages occupent leurs ouvrages, et d'autre part que les batteries destinées à couvrir les intervalles s'installent en arrière de la ligne sur des positions préparées (emplacements de pièces et abris bétonnés).

## Armement et équipement
| Matériels                               | 150e | 151e | 152e | 153e | 155e | 156e | 159e | 160e | 161e | 163e | 165e | 166e | 168e | 169e | 170e | Total |
| --------------------------------------- | ---- | ---- | ---- | ---- | ---- | ---- | ---- | ---- | ---- | ---- | ---- | ---- | ---- | ---- | ---- | ----- |
| 65 mm modèle 1906 Schneider-Ducrest     |      |      |      |      |      |      |      |      |      |      |      |      | 15   |      |      | 15    |
| 75 mm modèle 1897                       |      |      |      | 36   | 20   | 12   | 20   | 12   | 36   | 28   | 12   | 8    | 8    |      | 22   | 214   |
| 75 mm modèle 1897 sous casemate         |      |      |      | 4    | 4    |      | 14   | 4    | 4    | 10   |      |      | 4    | 10   |      | 54    |
| 75 mm T modèle 1915 (en)                |      |      |      |      |      |      |      |      |      |      | 50   |      |      |      |      | 50    |
| 90 mm modèle 1877 de Bange              |      |      |      |      |      |      |      |      |      |      |      |      |      |      | 4    | 4     |
| 105 mm L modèle 1913 Schneider          |      |      |      | 8    |      |      | 12   | 24   | 12   |      |      | 12   |      | 24   |      | 92    |
| 120 mm L modèle 1878 de Bange           | 8    | 8    |      |      |      | 8    |      |      | 24   |      | 24   |      |      | 4    | 4    | 80    |
| 145 mm L modèle 1916 Saint-Chamond (en) | 8    |      |      |      | 8    | 4    |      |      |      |      |      |      |      |      |      | 20    |
| 150 mm T modèle 1917 Fabry              |      |      |      |      | 8    | 9    | 6    | 24   |      |      |      | 9    |      |      |      | 56    |
| 155 mm C modèle 1915 Saint-Chamond      | 8    |      |      |      |      |      | 12   | 16   |      | 12   |      | 12   | 16   |      | 12   | 88    |
| 155 mm C modèle 1917 Schneider          |      |      | 8    |      |      |      |      |      |      |      |      |      | 8    |      | 8    | 24    |
| 155 mm L modèle 1877 de Bange           | 8    | 20   | 8    | 20   | 12   |      | 16   | 10   | 24   | 16   |      | 8    | 16   |      | 10   | 168   |
| 155 mm L modèle 1916 Saint-Chamond (en) |      |      |      |      |      |      | 8    |      |      | 12   |      |      |      |      |      | 20    |
| 155 mm GPF                              |      |      |      |      |      |      |      |      | 1    |      |      |      |      |      |      | 1     |
| 155 mm L modèle 1918 Schneider          | 16   |      |      | 12   |      | 24   |      |      |      | 4    |      | 8    |      | 8    |      | 72    |
| 220 mm C modèle 1916 Schneider (en)     |      |      |      |      |      |      |      |      |      |      | 12   |      |      |      |      | 12    |
| 220 mm L modèle 1917 Schneider          |      | 2    |      |      |      |      |      |      |      |      |      |      |      |      |      | 2     |
| 240 mm L modèle 1884 Saint-Chamond      |      | 2    |      | 4    |      |      | 4    |      |      |      |      |      |      |      |      | 10    |
| 280 mm C modèle 1914 Schneider          |      |      |      |      |      |      |      |      |      |      | 8    |      |      |      |      | 8     |
| 370 mm Filloux                          |      |      |      |      |      |      |      |      |      |      | 4    |      |      |      |      | 4     |
| Total                                   | 48   | 32   | 16   | 84   | 52   | 57   | 92   | 90   | 101  | 82   | 110  | 57   | 67   | 46   | 60   | 994   |

| Matériels                                   | 154e | 157e | 158e | 162e | 164e | 167e | Total |
| ------------------------------------------- | ---- | ---- | ---- | ---- | ---- | ---- | ----- |
| 65 mm modèle 1906 Schneider-Ducrest         | 16   |      | 14   | 18   | 12   | 12   | 72    |
| 75 mm modèle 1897                           | 26   | 6    | 4    | 10   | 2    |      | 68    |
| 95 mm modèle 1888 Lahitolle                 |      |      |      | 6    | 20   |      | 26    |
| 105 mm L modèle 1913 Schneider              | 8    | 4    | 2    | 14   | 20   | 4    | 52    |
| 120 mm L modèle 1878 de Bange               | 6    |      |      |      | 6    |      | 12    |
| 150 mm T modèle 1917 Fabry                  | 6    |      | 6    | 4    | 11   |      | 27    |
| 155 mm C modèle 1915 Saint-Chamond          | 8    | 4    | 12   | 8    | 12   | 8    | 52    |
| 155 mm L modèle 1877 de Bange               | 12   | 33   | 16   | 12   | 32   | 32   | 137   |
| 155 mm L modèle 1877/1914 Schneider         | 4    | 4    |      |      |      |      | 8     |
| 145/155 mm modèle 1916 Ruelle Saint-Chamond | 4    | 2    | 2    |      | 4    |      | 12    |
| 194 mm GPF (en) sur affût-chenilles         | 2    |      |      |      |      |      | 2     |
| 220 mm C modèle 1916 Schneider              | 4    |      |      |      |      |      | 4     |
| 220 mm L modèle 1917 Schneider              |      | 2    | 2    |      |      |      | 4     |
| 280 mm C modèle 1914 Schneider              | 4    |      |      |      |      |      | 4     |
| Total                                       | 100  | 55   | 58   | 72   | 139  | 56   | 480   |

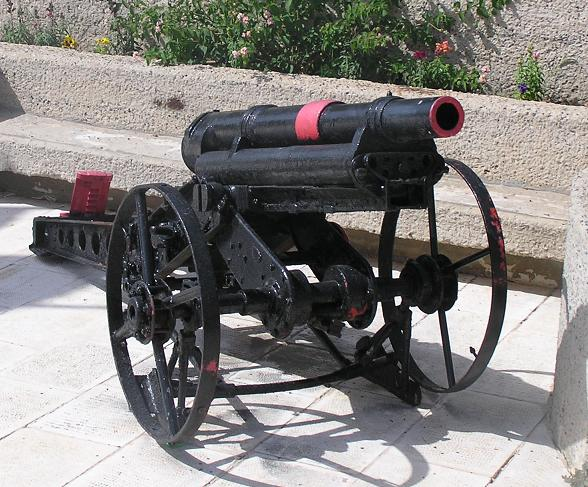
Canon de 65 mm Schneider-Ducrest (Beyt ha-Totchan Museum, Zikhron Yaakov).
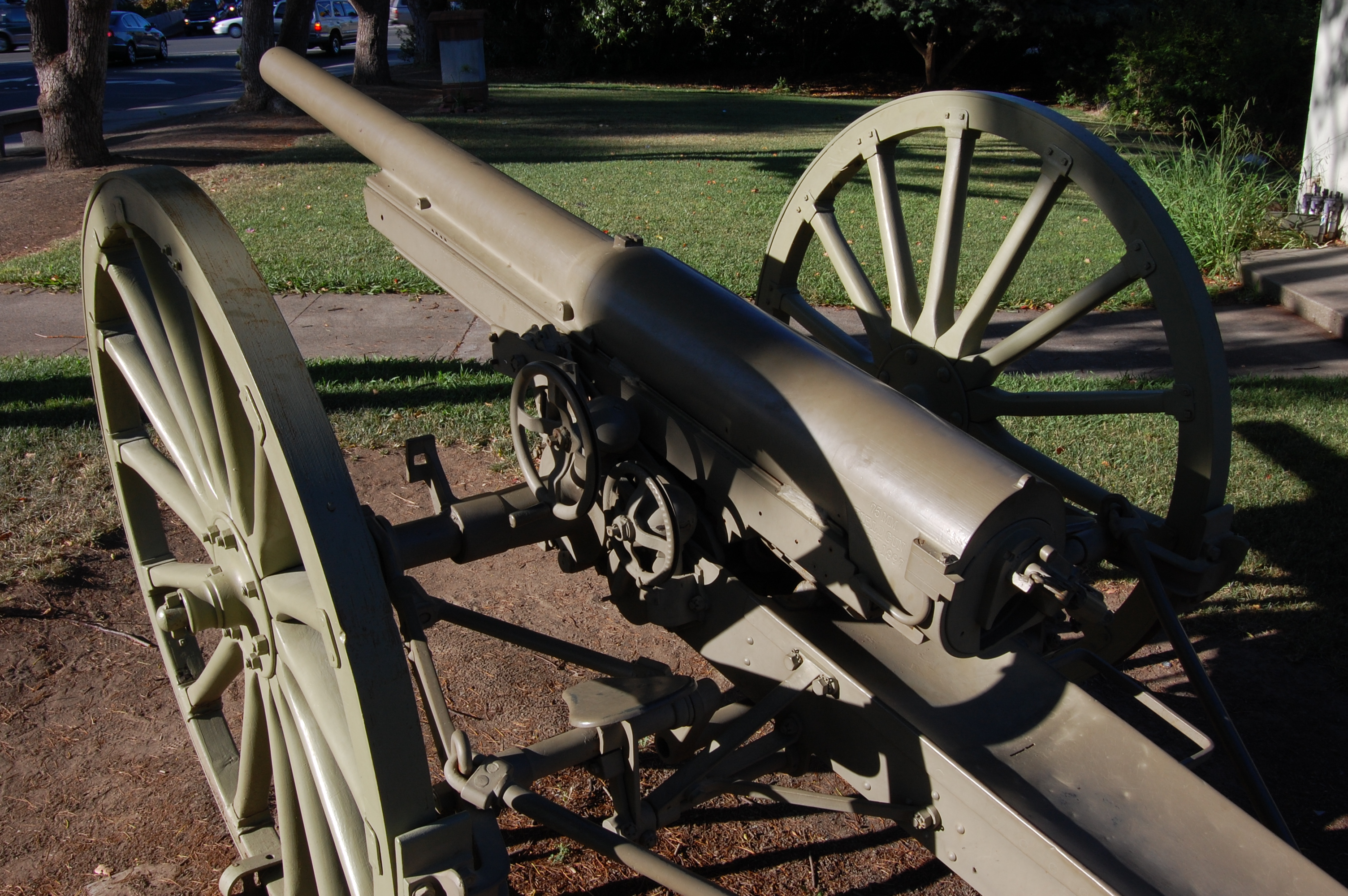
Canon de 75 mm modèle 1897 (Veterans Memorial, Benicia, CA).
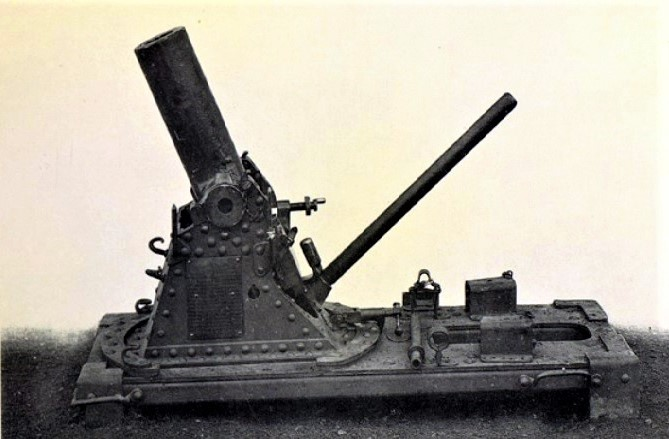
Mortier de 75 mm T modèle 1915 (photographie Schneider de 1917).
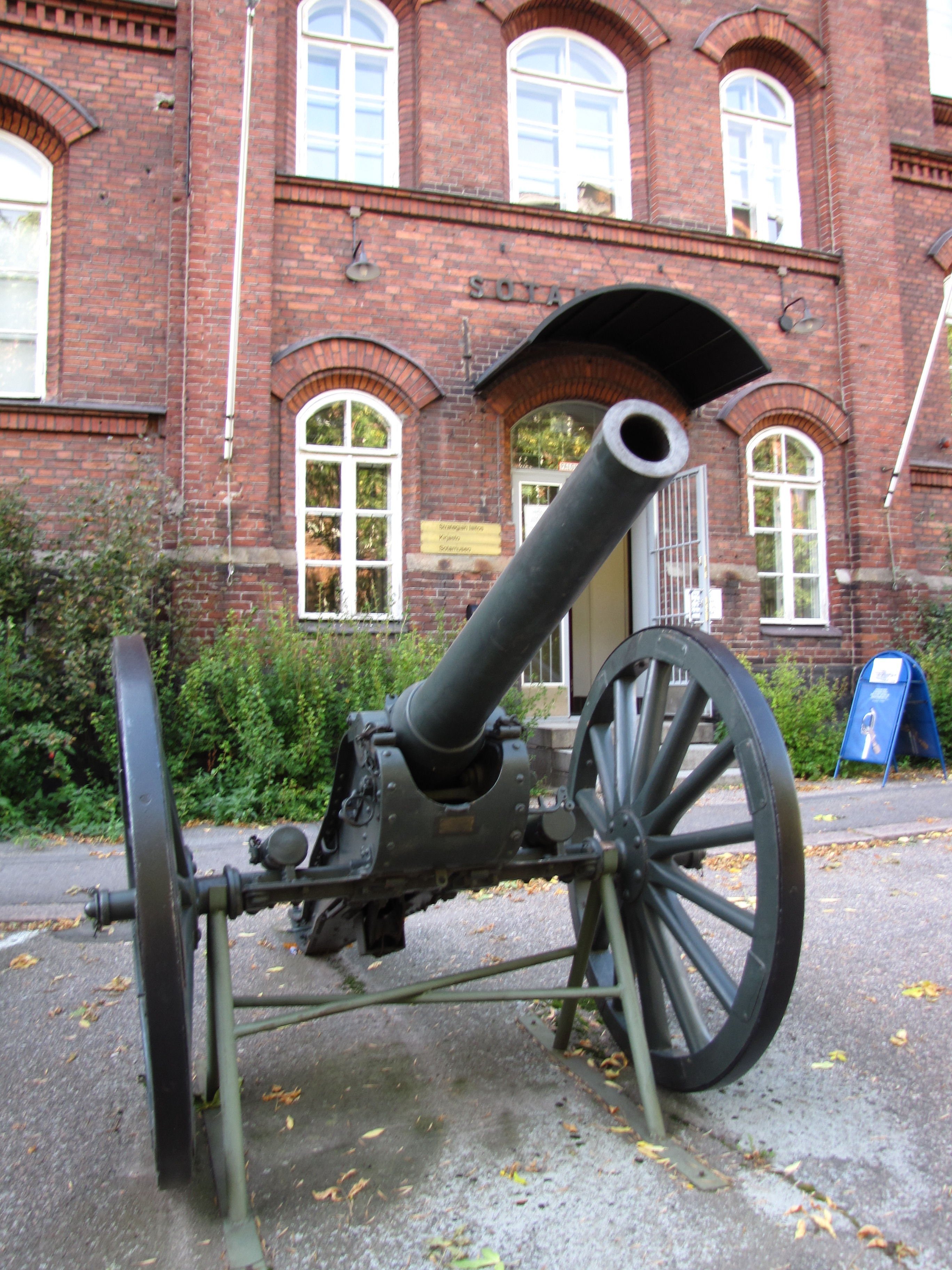
Canon de 90 mm de Bange (Suomen Tykistömuseo, Hämeenlinna).
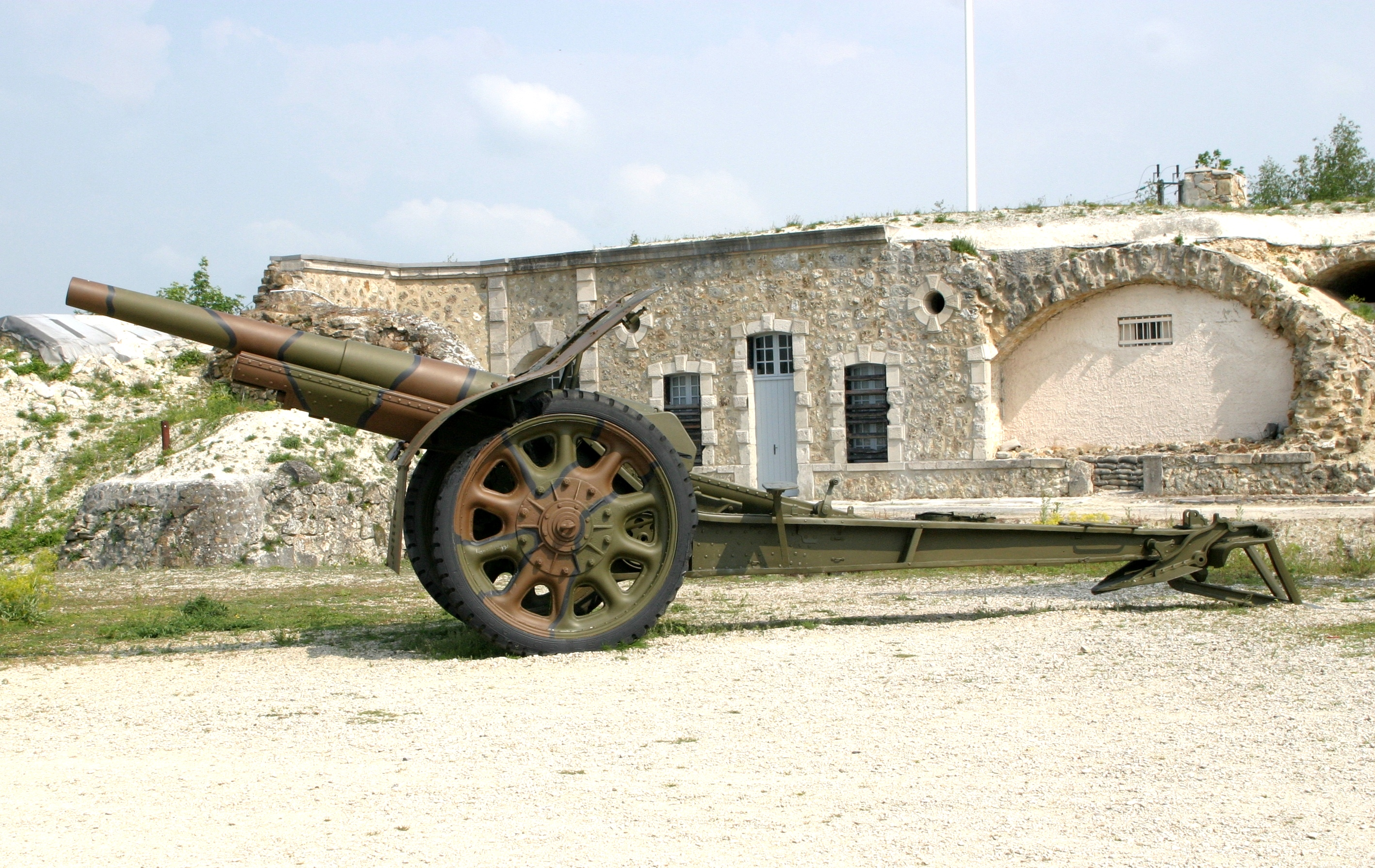
Canon de 105 mm Schneider (fort de la Pompelle).
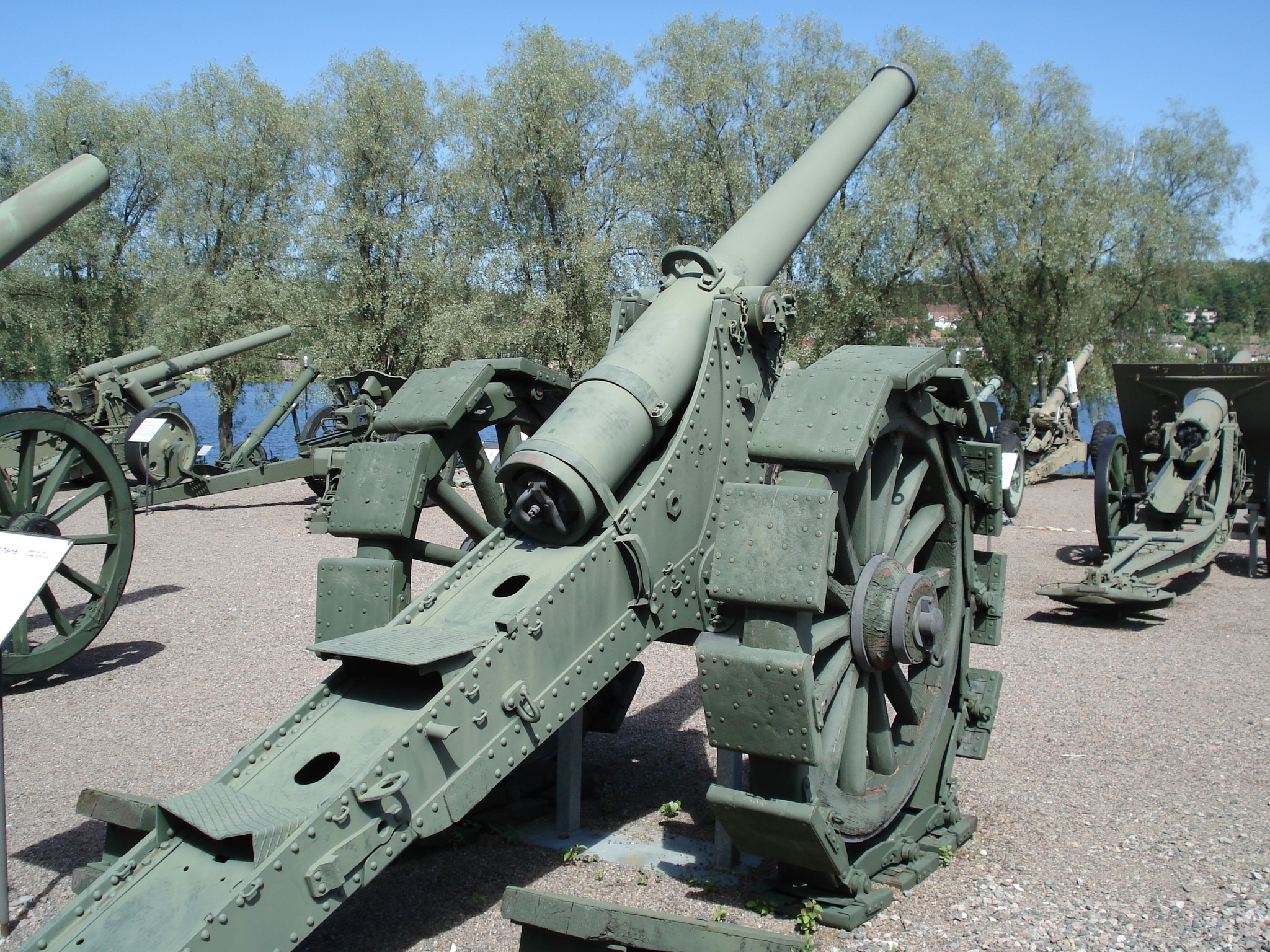
Canon de 120 mm de Bange (Hämeenlinna).
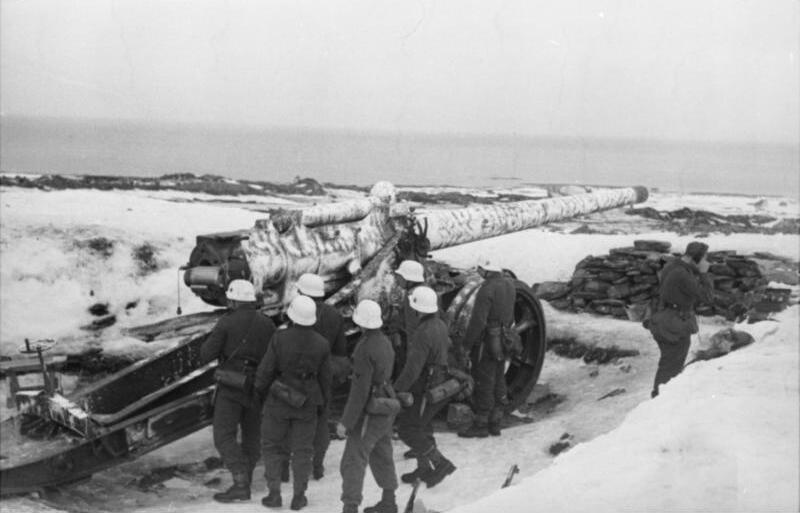
Canon de 145 ou 155 Saint-Chamond (1942, Norvège).
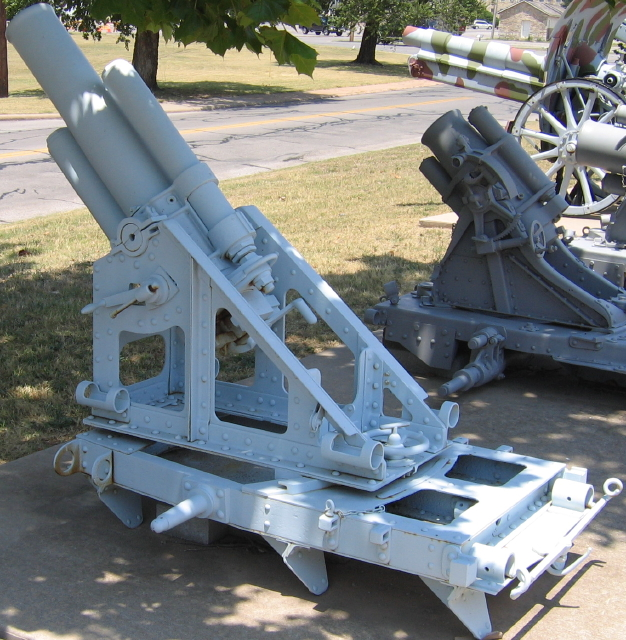
Mortier de 150 mm Fabry (US Field Artillery Museum, Ft. Sill, OK).
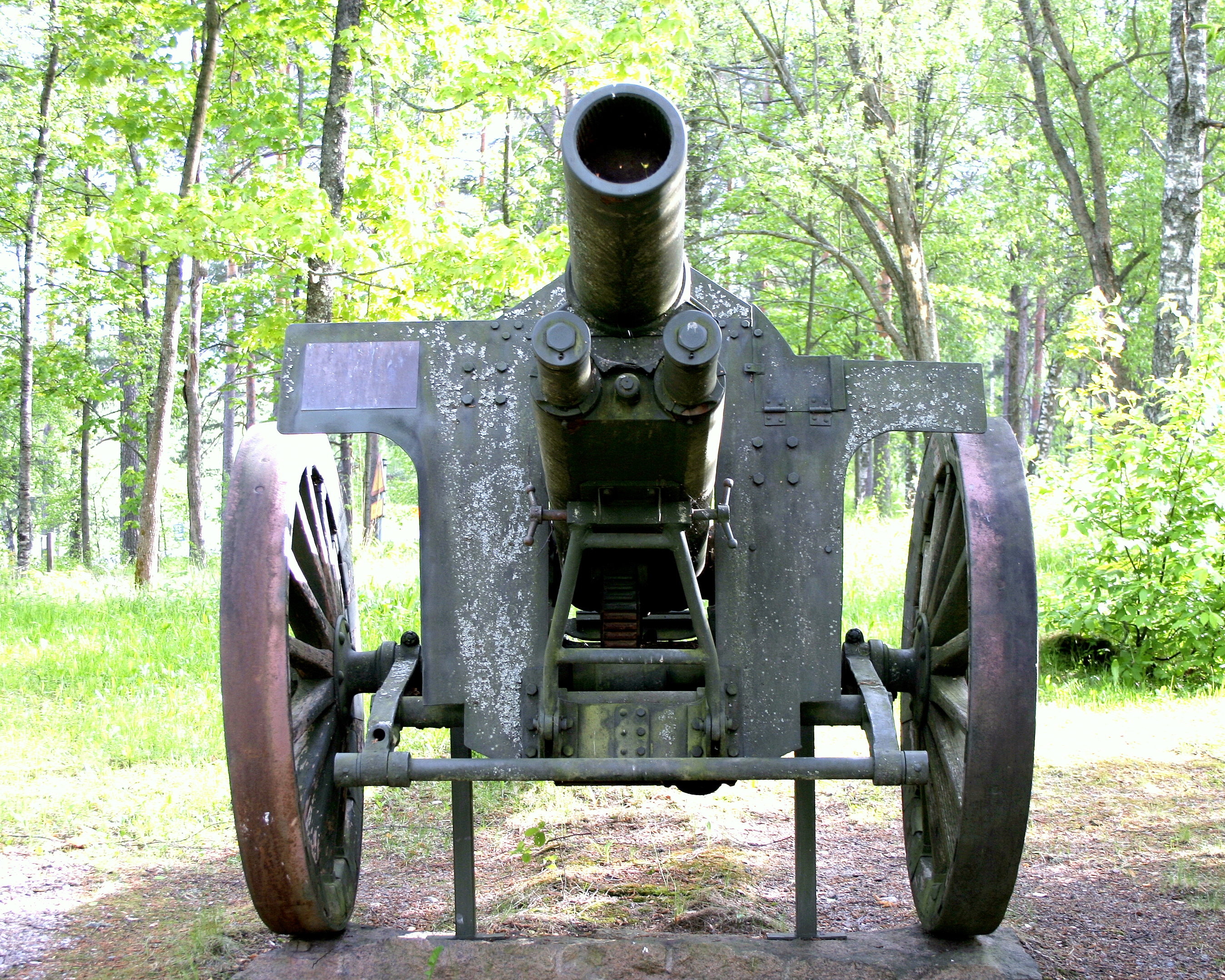
Canon court de 155 mm Saint-Chamond (Artjärvi).
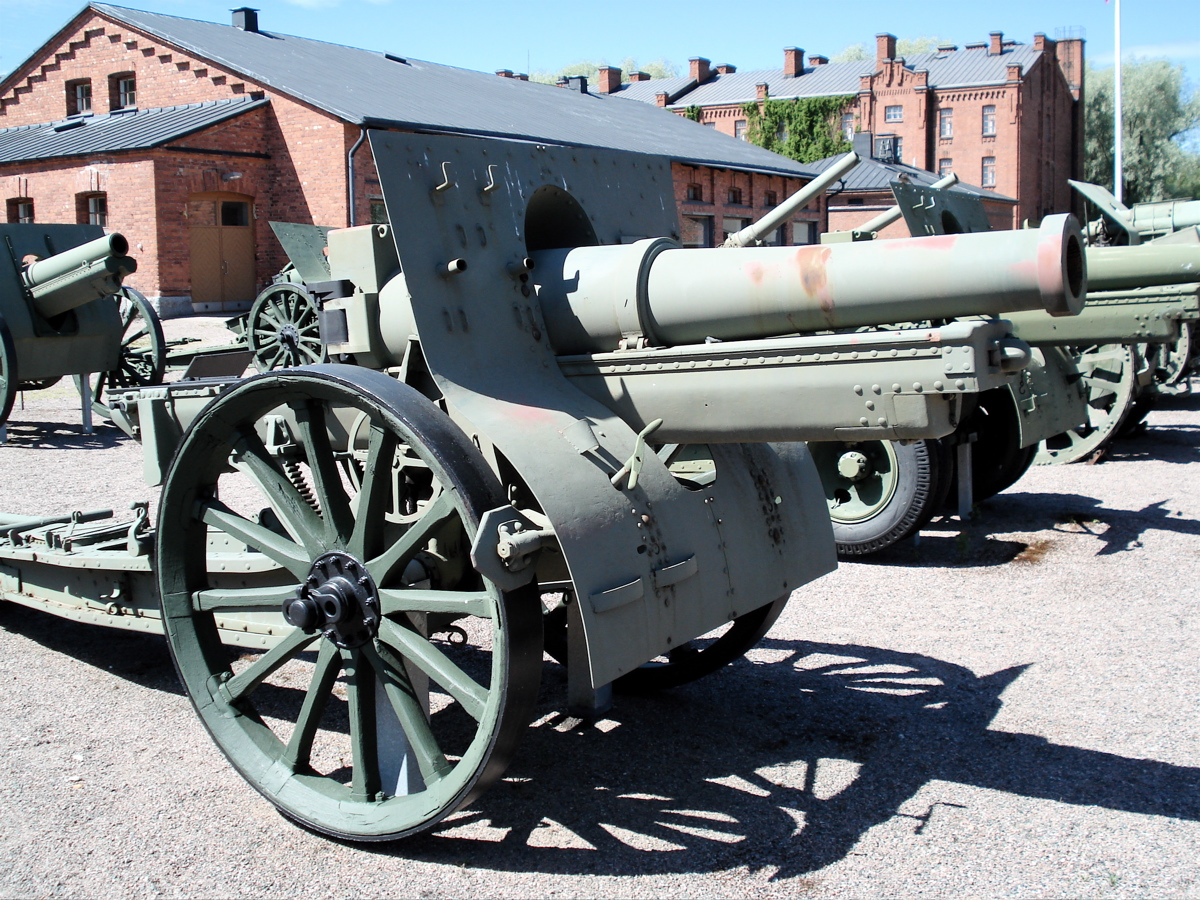
Canon court de 155 mm Schneider (Hämeenlinna).
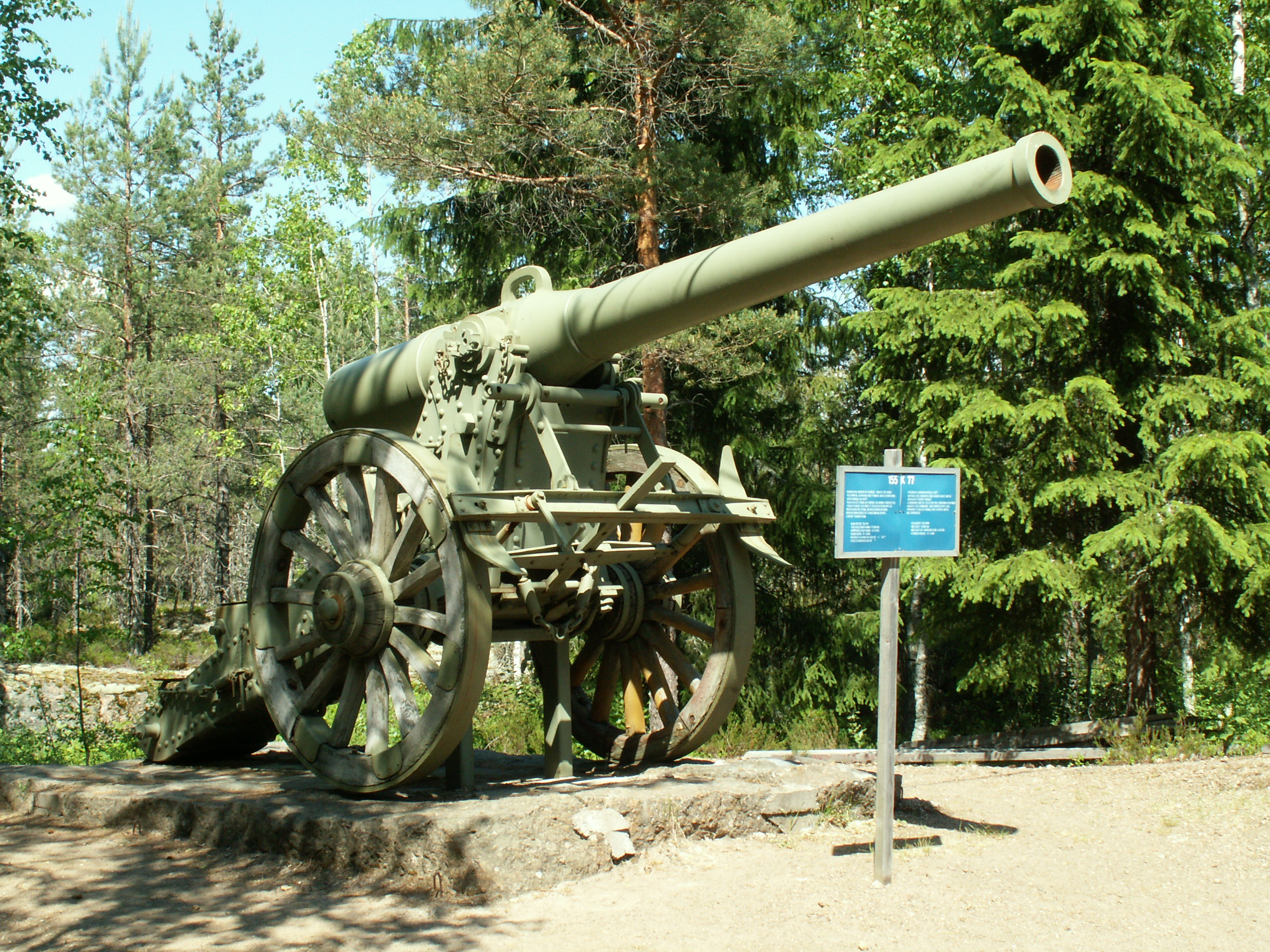
Canon long de 155 mm de Bange (Salpalinja-museossa, Miehikkälä).
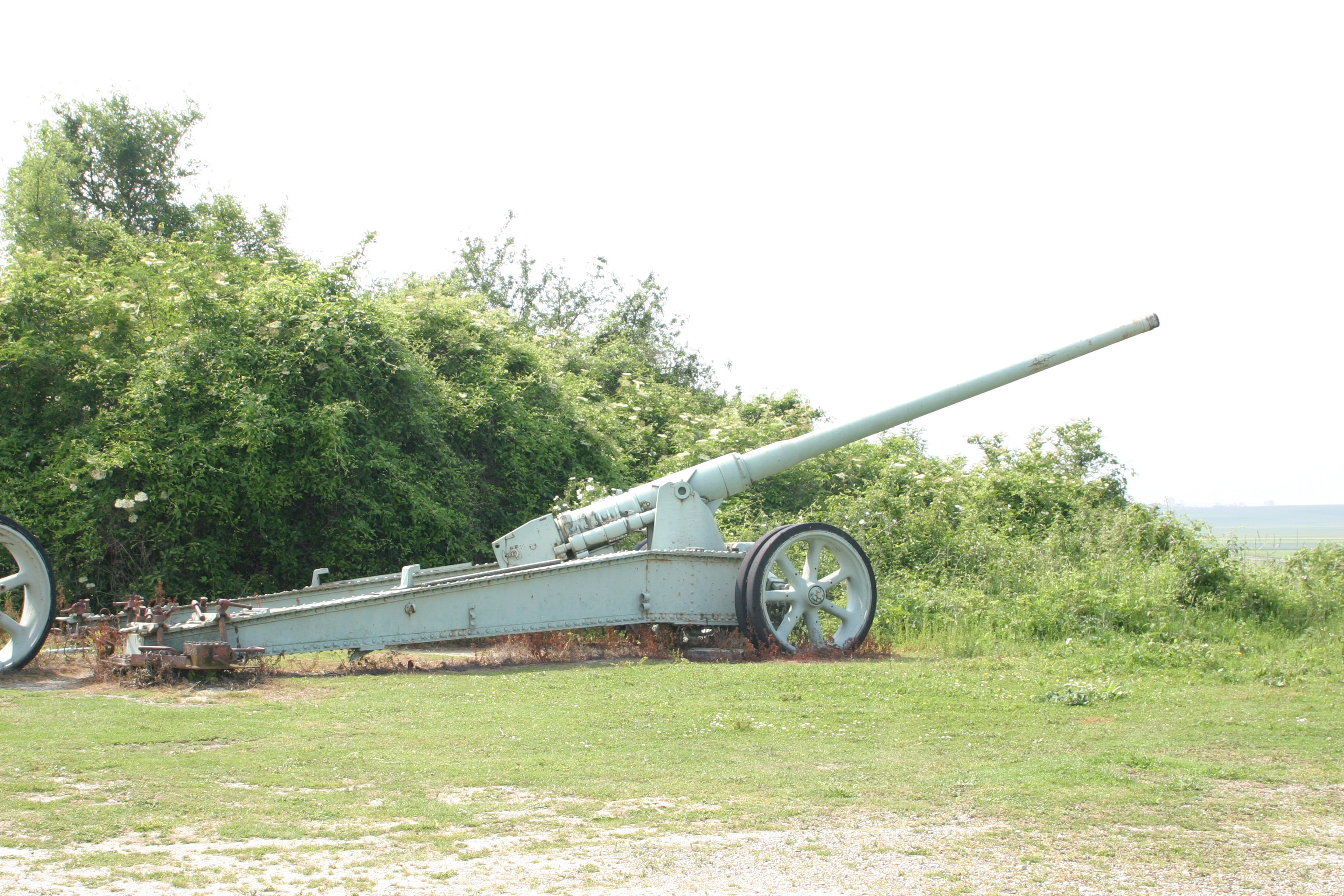
Canon de 155 mm GPF (fort de la Pompelle).
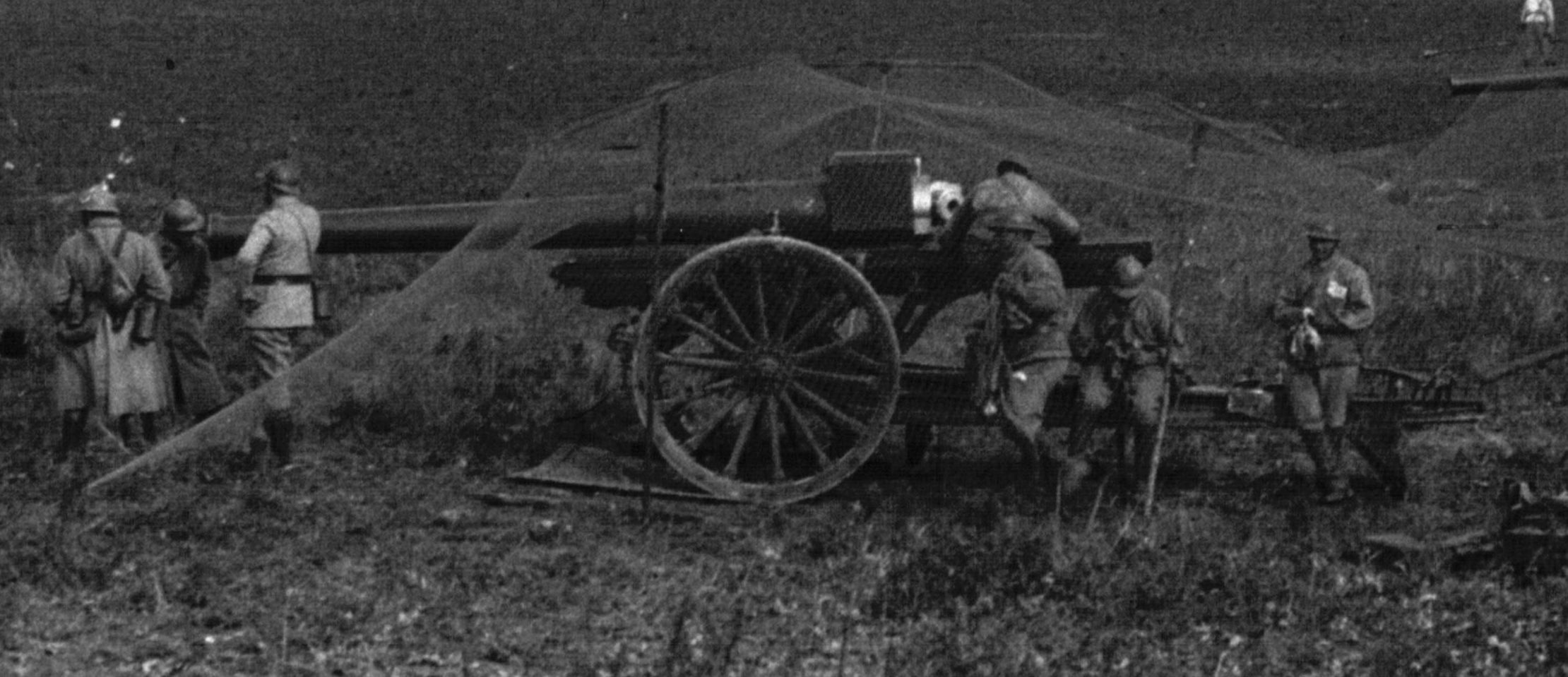
Canon de 155 L modèle 1918 Schneider (Armée française, 1931).
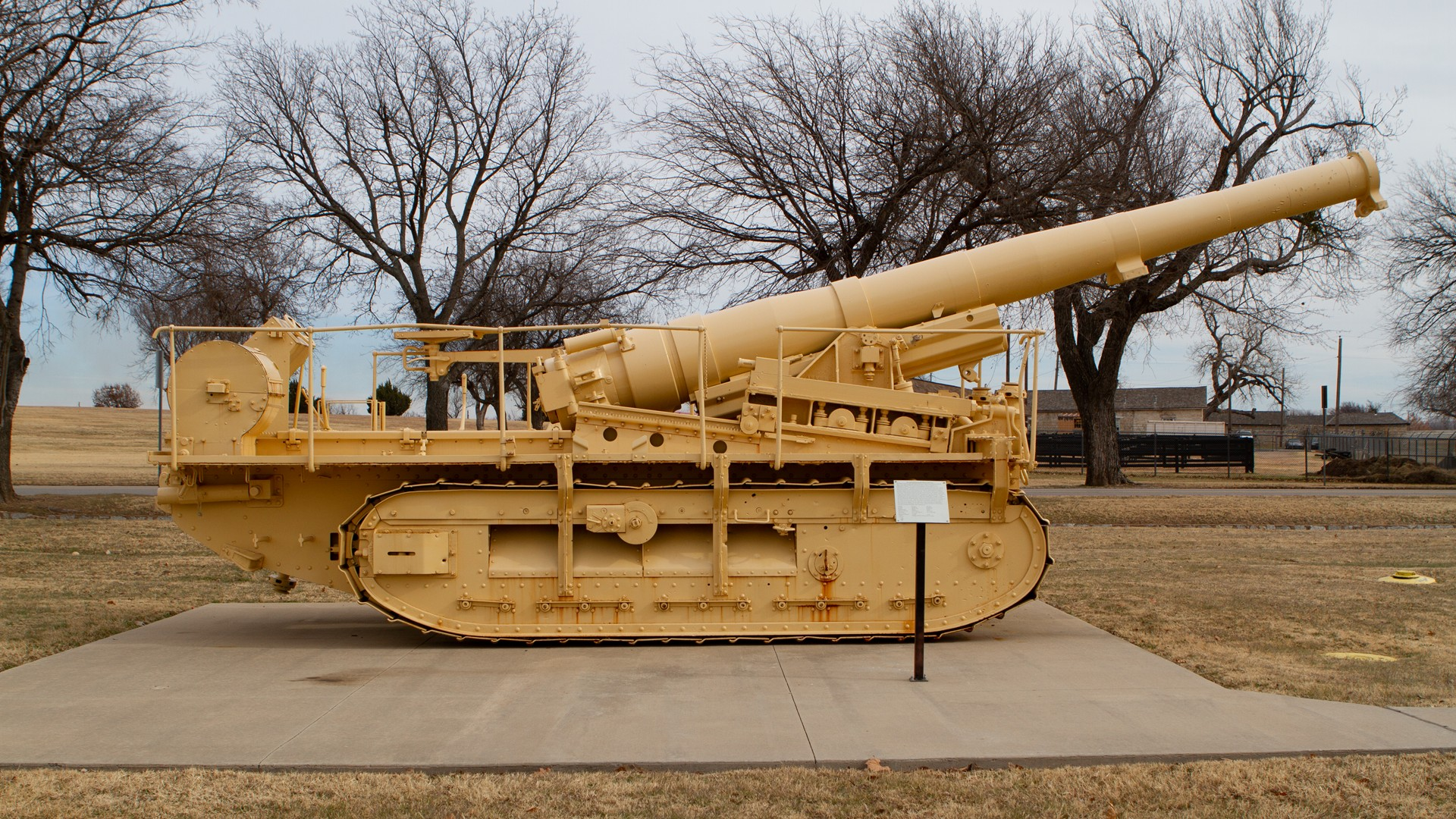
Canon de 194 GPF (Fort Sill, Oklahoma).
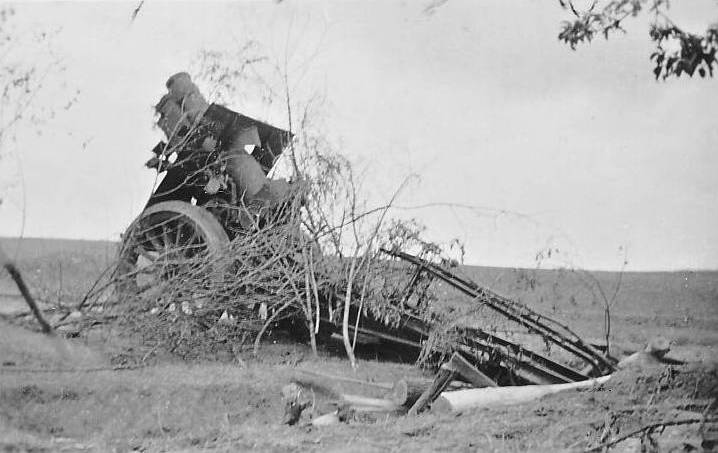
Canon de 220 C modèle 1916 (mai 1940).
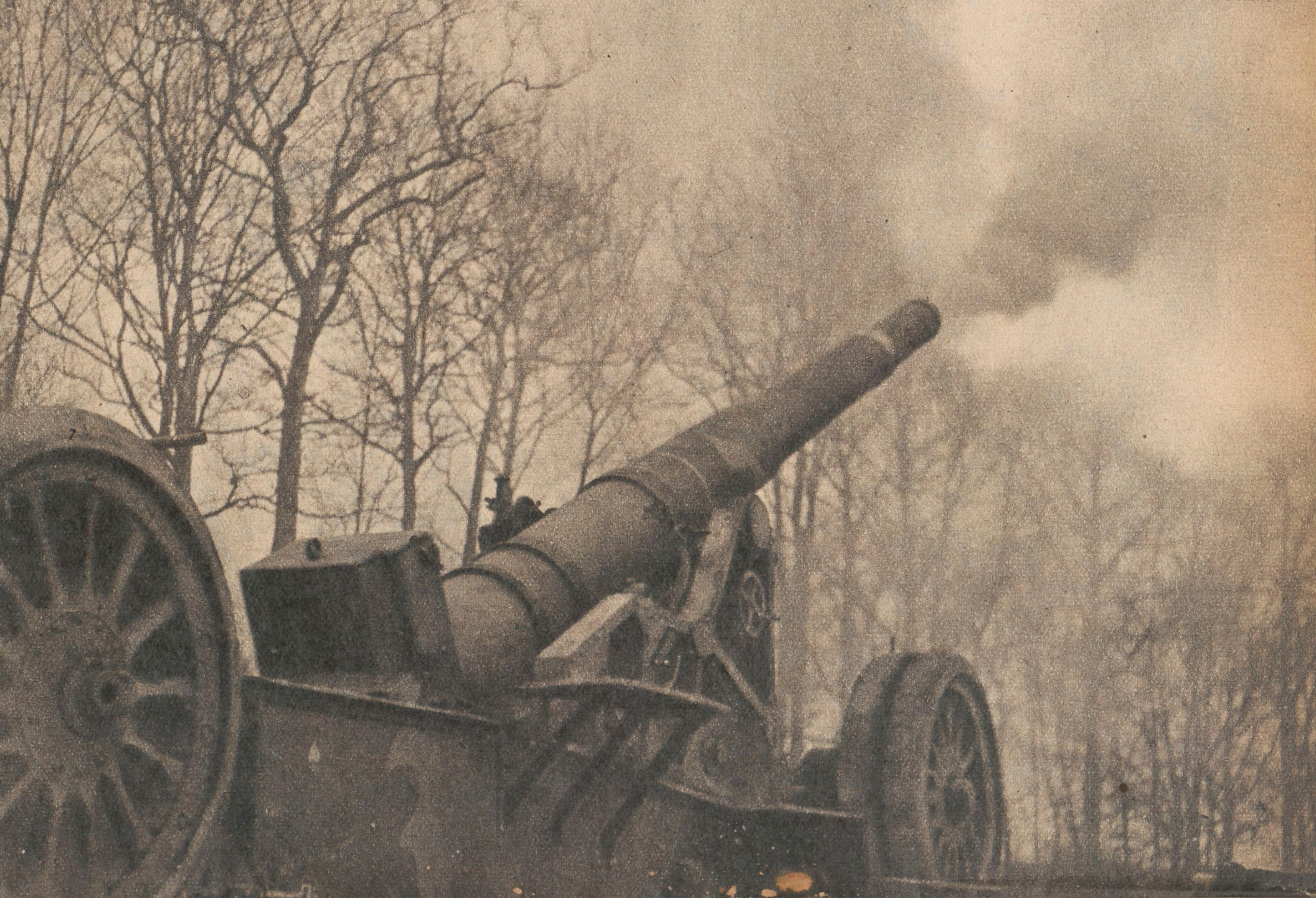
Canon de 220 L modèle 1917 (janvier 1940).
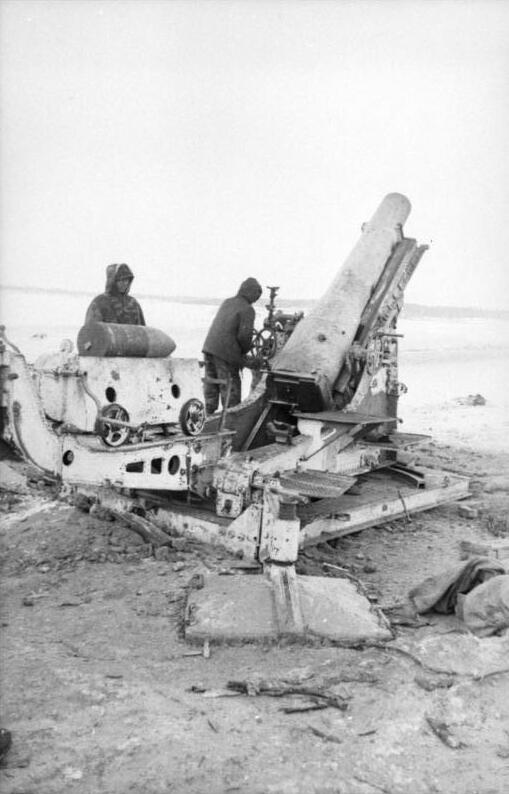
Mortier de 280 mm Schneider (1944, front russe).
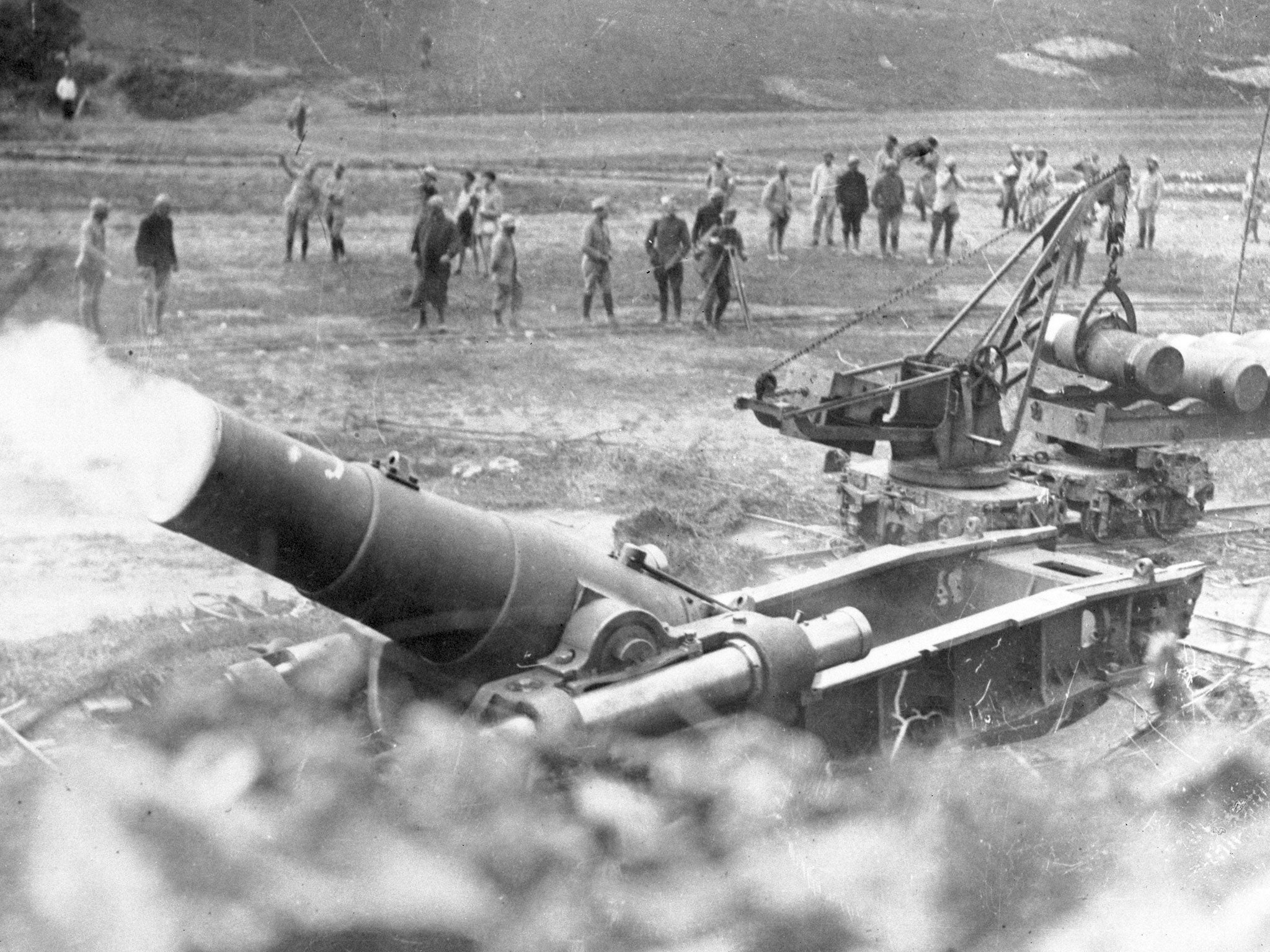
Mortier de 370 Filloux (1916).

## Historique

### Création
Pour constituer les batteries des ouvrages et des intervalles, quatre régiments d'artillerie sont affectés aux régions fortifiées de Metz et de Lauter le 15 avril 1933, en modifiant leur nom (anciennement « régiment d'artillerie à pied ») :
- région fortifiée de Metz
  - 39e régiment d'artillerie de région fortifiée (RARF, à Metz) ;
  - 151e régiment d'artillerie de position (RAP) ;
  - 163e régiment d'artillerie de position (RAP) ;
- région fortifiée de la Lauter
  - 155e RAP.

Un RARF est un régiment type campagne (avec ses propres moyens de transport), affecté à une région fortifiée ; à la mobilisation ce type de régiment prend le nom de régiment d'artillerie mobile de forteresse.
Pour le reste des frontières, la couverture d'artillerie est encore assurée par des régiments d'artillerie à pied, tel que dans les Alpes avec les 154e (à Grenoble) et 157e RAP (à Nice).

### Évolution
Le renforcement des secteurs fortifiés et l'extension de la ligne vers le nord entraine la création de nouvelles unités et le déplacement de groupes : le 1er septembre 1935 est créé le 59e RARF à Sarrebourg (région fortifiée de la Lauter) ; en 1935 le 5e groupe du 151e RAP s'installe à Stenay (SF de Montmédy) ; le 1er septembre 1936 est créé le 46e RARF à Thionville (région fortifiée de Metz) ; en 1936 le 5e groupe du 155e RAP s'installe à Morhange (SD de la Sarre), formant le 166e RAP en 1937 ; en 1937 un groupe du 155e RAP est installé à Strasbourg (SF du Bas-Rhin) et le 159e RAP est créé à Belfort, Colmar et Pontarlier (secteurs de Colmar, de Mulhouse et du Jura) ; en octobre 1938 les 154e de Grenoble et 157e RAP de Nice deviennent des régiments de position ; enfin en 1939 aurait dû être créé le 169e RAP à Sedan et Stenay (annulé à cause de la mobilisation).
Juste avant la mobilisation d'août 1939, l'artillerie de position le long de la ligne Maginot est donc forte de sept régiments, du nord au sud :
- 151e RAP à Thionville, Verdun, Angevillers, Cattenom et Elzange (place de Verdun, SF de la Crusnes et SF de Thionville) ;
- 163e RAP à Metz et Veckring (place de Metz, SF de Boulay et SF de Faulquemont) ;
- 166e RAP à Morhange et Sarre-Union (SD de la Sarre et SF de Rohrbach) ;
- 155e RAP à Haguenau, Strasbourg, Bitche et Drachenbronn (SF des Vosges, d'Haguenau et SF du Bas-Rhin) ;
- 159e RAP à Belfort, Colmar et Pontarlier (SF de Colmar, place de Belfort et SF du Jura) ;
- 154e RAP à Grenoble, Briançon et Modane (SF de la Savoie et SF du Dauphiné) ;
- 157e RAP à Nice, Sospel, Menton et Roquebrune-Cap-Martin (SF des Alpes-Maritimes)[5].

### Alertes puis mobilisation
Les régiments d'artillerie de position sont mis en alerte à chaque fois que la situation internationale devient tendue, c'est-à-dire que les ouvrages sont occupés en une heure par le personnel d'active (l'échelon A, composé de conscrits et de professionnels) et la moitié de l'armement est mis en service.
Ce fut le cas de mars à avril 1936 (remilitarisation de la Rhénanie), de mars à mai 1938 (Anschluss), de septembre à octobre 1938 (crise des Sudètes) et à partir du 21 août 1939 (crise du corridor de Dantzig).
La mesure suivante est l'alerte renforcée, correspondant au rappel des réservistes frontaliers (échelon B1), ce qui permet en une journée de mettre l'ensemble de l'armement opérationnel. Elle est suivie par l'ordre de mise en sûreté, correspondant au rappel des réservistes non-frontaliers affectés aux unités de forteresse (échelon B2) et l'occupation sous trois jours de toutes les positions avec des effectifs de guerre.
L'arrivée des réservistes entraine le triplement des effectifs des RAP, en général chacun des groupes donne naissance à un nouveau régiment (appelé régiment de formation) composé de trois groupes. Cette mesure est appliquée entre le 20 septembre et le 20 octobre 1938 avant d'être levée. Enfin, le doublement ou triplement des régiments a de nouveau lieu à partir du 22 août 1939 (la formation des régiments s'échelonne jusqu'au 29).
Ensuite c'est l'ordre de couverture générale, c'est-à-dire le rappel de tous les réservistes affectés aux grandes unités d'active permettant l'établissement sous six jours de 25 divisions le long de la frontière.
Cette mobilisation partielle avait déjà été déclenchée du 23 septembre 1938 au 6 octobre de la même année. Le 24 août 1939, l'alerte renforcée est ordonnée en même temps que le dispositif de sûreté.
Le 25 août, l'Allemagne décrète la mobilisation générale pour le 26. Le 27 à minuit commence l'application de la couverture générale. Le 1er septembre, à la suite de l'attaque allemande contre la Pologne, la mobilisation générale française est décidée, applicable à partir du 2 à minuit ; la frontière avec l'Allemagne est fermée, les habitants de la zone frontalière sont évacués (notamment Strasbourg). Le 3 septembre 1939, la France déclare la guerre à l'Allemagne.
Le 2 septembre 1939 à minuit, tous les régiments d'artillerie de position d'active, soit les sept RAP déjà déployés en temps de paix, sont dissous, remplacé le long de la ligne par les vingt-et-un RAP de formation.
Un autre 162e régiment d'artillerie de position est créé le même jour à Gabès en Tunisie pour servir d'artillerie sur la ligne Mareth, à partir d'un noyau du 62e régiment d'artillerie d'Afrique. Comptant neuf batteries (trois en défense côtière à Bizerte, Bou Ficha et Sfax et les autres dans le Sud tunisien), il est renommé 388e RAP le 2 septembre 1939. Il compterait en juin 1940 neuf sections de 75 (de campagne modèle 1897 et de marine modèle 1908,), huit groupes (?) de 105 mm L (modèle 1913), deux sections de 155 mm L (modèle 1916 (en)), quatre batteries de 90 et deux groupes de 120 L modèle 1878.

### Positions en 1939-1940
| Secteurs ou places-fortes                         | Ouvrages d'artillerie | Noyaux d'active                                                                      | Régiments de formation             |
| ------------------------------------------------- | --- | ------------------------------------------------------------------------------------ | ---------------------------------- |
| SD des Flandres, SF de l'Escaut et SF de Maubeuge | Pas d'ouvrage d'artillerie | VIIe groupe du 15e RAD (à Douai)                                                     | 161e RAP                           |
| Place de Verdun, puis SD des Ardennes             | Pas d'ouvrage | IIIe groupe du 151e RAP (à Verdun)                                                   | 160e RAP (moins le Ier groupe)     |
| SF de Montmédy                                    | Chesnois et Vélosnes | VIIe groupe du 17e RAD (à Stenay)                                                    | 169e RAP                           |
| SF de la Crusnes                                  | Fermont, Latiremont et Bréhain | VIe groupe du 151e RAP (à Thionville)                                                | 152e RAP                           |
| SF de Thionville                                  | Rochonvillers, Molvange, Sœtrich, Kobenbusch, Galgenberg, Métrich et Billig                                                                                     | VIe groupe du 151e RAP (à Thionville)                                                | 151e RAP                           |
| SF de Boulay                                      | Hackenberg, Mont-des-Welches, Michelsberg et Anzeling | IIIe groupe du 163e RAP (à Metz)                                                     | 153e RAP                           |
| SF de Faulquemont                                 | Einseling et Laudrefang | Ier groupe du 163e RAP (à Moulins-lès-Metz)                                          | 163e RAP                           |
| Place de Metz                                     | Pas d'ouvrage | 4e groupe du 163e RAP (à Moulins-les-Metz)                                           | 165e RAP et Ier groupe du 160e RAP |
| SD de la Sarre                                    | Pas d'ouvrage d'artillerie | IIe groupe du 166e RAP (à Morhange)                                                  | 166e RAP                           |
| SF de Rohrbach                                    | Simserhof, Schiesseck et Otterbiel | IIIe groupe du 166e RAP (à Sarre-Union)                                              | 150e RAP                           |
| SF des Vosges                                     | Grand-Hohékirkel et Four-à-Chaux | Ve groupe du 155e RAP (à Haguenau)                                                   | 168e RAP                           |
| SF de Haguenau                                    | Hochwald et Schœnenbourg | IVe groupe du 155e RAP (à Haguenau)                                                  | 156e RAP                           |
| Place de Mutzig et SF du Bas-Rhin                 | Pas d'ouvrage | Ier et VIe groupes du 155e RAP (à Strasbourg)                                        | 155e RAP                           |
| SF de Colmar                                      | Pas d'ouvrage | un groupe du 159e RAP (à Colmar)                                                     | Ier groupe du 170e RAP             |
| Place de Belfort                                  | Pas d'ouvrage | 159e RAP (à Belfort)                                                                 | Ve et VIe groupes du 159e RAP      |
| SF de Mulhouse                                    | Pas d'ouvrage | Pas d'unité                                                                          | IIe groupe du 159e RAP             |
| SD d'Altkirch                                     | Pas d'ouvrage | Pas d'unité                                                                          | IIIe et IVe groupes du 159e RAP    |
| SD de Montbéliard                                 | Pas d'ouvrage | Pas d'unité                                                                          | VIIe groupe du 159e RAP            |
| SF Jura                                           | Pas d'ouvrage | un groupe du 159e RAP (à Pontarlier)                                                 | IIe groupe du 170e RAP             |
| SD Rhône                                          | Pas d'ouvrage | pas d'unité                                                                          | 1re batterie du 164e RAP           |
| SF de la Savoie                                   | Sapey, Saint-Gobain, Saint-Antoine, Lavoir et Pas-du-Roc | Ier groupe du 154e RAP (à Modane)                                                    | 164e RAP                           |
| SF du Dauphiné                                    | Janus, Saint-Ours Haut, Roche-la-Croix et Restefond | IIe (à Grenoble), IIIe (à Briançon) et IVe (au fort de Tournoux) groupes du 154e RAP | 154e RAP et 162e RAP               |
| SF des Alpes-Maritimes                            | Rimplas, Gordolon, Flaut, Plan-Caval, Col-de-Brouis, Monte-Grosso, Agaisen, Saint-Roch, Barbonnet, Castillon, Sainte-Agnès, Mont-Agel, Roquebrune et Cap-Martin | 157e RAP (à Nice)                                                                    | 167e RAP, 158e RAP et 157e RAP     |
| Ligne Mareth                                      | Pas d'ouvrages | 62e régiment d'artillerie d'Afrique                                                  | 388e RAP (ex-162e RAP de Tunisie)  |

### Combats de 1940

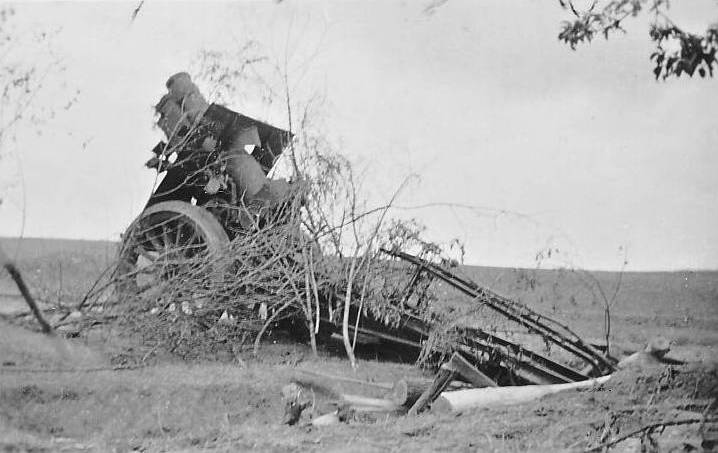
Canon de 155 mm court abandonné.

Les 5 et 9 juin, les armées allemandes percent de nouveau le front sur la Somme et l'Aisne.
Le 12 juin, les troupes françaises en Lorraine (troupes d'intervalle et divisions d'infanterie) reçoivent l'ordre de décrocher progressivement vers le sud pour éviter l'encerclement. La retraite doit se faire progressivement : les services et troupes d'intervalles d'abord, puis au second jour les équipages de casemates et l'artillerie d'intervalle (après avoir saboté leurs canons), enfin théoriquement au troisième jour (si les Allemands restent immobiles) les équipages des ouvrages après destruction de l'armement et de l'équipement.
On n'attend pas cet ordre dans le secteur de Montmédy, évacué du 10 au 13 juin.
| Secteurs d'origine | Grandes unités de marche | Unités d'infanterie                                           | Unités d'artillerie                                           | Autres unités         |
| ------------------ | ------------------------ | ------------------------------------------------------------- | ------------------------------------------------------------- | --------------------- |
| SF Montmédy        | Division Burtaire        | 132e, 136e, 147e et 155e RIF                                  | 99e RAMFH et I/169e RAP                                       |                       |
| SF Crusnes         | Groupement de Fleurian   | 128e, I et II/139e, XXI/149e RIF                              | II/46e RAMF                                                   | 2/29e et 1/5e BCC     |
| SF Thionville      | Division Poisot          | 167e, 168e et 169e RIF                                        | 70e RAMF et 151e RAP                                          |                       |
| SF Boulay          | Division Besse           | 160e, 161e, 162e et 164e RIF                                  | 23e RAMF, 153e RAP                                            | 30e BCC et II/460e RP |
| SF Faulquemont     | Groupement de Girval     | 156e et 146e RIF, 69e et 82e RMIF                             | II et III/39e RAMF, I/163e RAP, I et II/166e RAP et I/142e RA | 15e GRCA              |
| SF Sarre           | Groupement Dagnan        | 133e et 174e RIF, 41e et 51e RMIC                             | 49e RAMF et 166e RAP                                          |                       |
| SF Rohrbach        | Division Chastanet       | CISF 207, 166e, 153e, 37e et XXI/153e RIF                     | 59e RARF, 150e RAP                                            |                       |
| SF Vosges          | Division Senselme        | CIF 143, 154e et 165e RIF                                     | -                                                             | 46e GRRF et V/400e RP |
| SF Haguenau        | Division Regard          | I/22e, II et XXI/23e, II/70e, II et III/79e, I/ et II/68e RIF | 69e RAMF et 156e RAP                                          |                       |

Pour les troupes françaises battant en retraite à pied vers le sud, soit la majorité des unités de forteresse, elles finissent par être rattrapées par les troupes motorisées allemandes qui les encerclent entre la Meuse, Nancy, les Vosges et Belfort. Après quelques combats, les différents régiments se rendent entre le 21 et le 25 juin. Les ouvrages sont désormais encerclés, ce qui va permettre aux Allemands de les attaquer plus facilement.